# Ouver2re
Ouver2re è un singolo del rapper italiano Lazza, pubblicato il 26 settembre 2019 come quarto estratto dal secondo album in studio Re Mida Aurum.
Il brano è costituito da due sezioni con diversa base musicale, sulle quali Lazza canta adottando flow diversi: la prima, Notturno n 21 in do minore di Chopin suonata da Lazza stesso al pianoforte, mentre la seconda è una base realizzata da Low Kidd.

## Tracce
1. Ouver2re – 3:05

## Classifiche
| Classifica (2019) | Posizione massima |
| ----------------- | ----------------- |
| Italia            | 18                |